# Gerardo Vera
Gerardo Vera Perales (Miraflores de la Sierra, 10 marzo 1947 – Miraflores de la Sierra, 20 settembre 2020) è stato un attore, regista e costumista spagnolo.

## Biografia
Dopo aver studiato Letteratura Inglese presso l'Universidad Complutense de Madrid, seguì corsi di teatro all'Università di Exeter. 
Vinse un premio Goya come miglior costumista nel 1986 per il film L'amore stregone di Carlos Saura. Nel 1988 gli venne conferito il Premio Nazionale Spagnolo per il Teatro. Nel 1990 esordì nella regia cinematografica.
Fu direttore del Centro Dramático Nacional dal 2004 al 2011.
Gerardo Vera è morto nel settembre del 2020, per complicazioni da Covid-19. 

## Filmografia parziale

### Cinema

#### Regista
- Una mujer bajo la lluvia (1992)
- La Celestina (1996)
- Seconda pelle (Segunda piel) (2000)
- Deseo (2002)